# Cappella di Sant'Anna (Modugno)
La Cappella di Sant'Anna è una cappella gentilizia signorile incorporata nel palazzo della famiglia Stella che è un palazzo storico di Modugno (BA). 
Sorge in via Conte Rocco Stella; il palazzo, in seguito, diverrà’ proprietà’ della famiglia Pilolli .
Si ricorda il nome del rettore di questa cappalle nel 1774: don Luigi de Rossi.
Il suo portale è squadrato ed è contornato da stipiti scanalati e ornati da bassorilievi di fiori. Esso è sormontato da un timpano triangolare spezzato con al centro uno stemma, il cui disegno però non ci è pervenuto integro. Forse è stato cancellato. L'interno della cappella presenta una volta a crociera adornata da bassorilievi. Conserva l'altare di Sant'Anna con un pregevole dipinto secentesco che raffigura la Santa e Maria e una statua in cartapesta di Cristo deposto.